# Oesterreichische Nationalbank

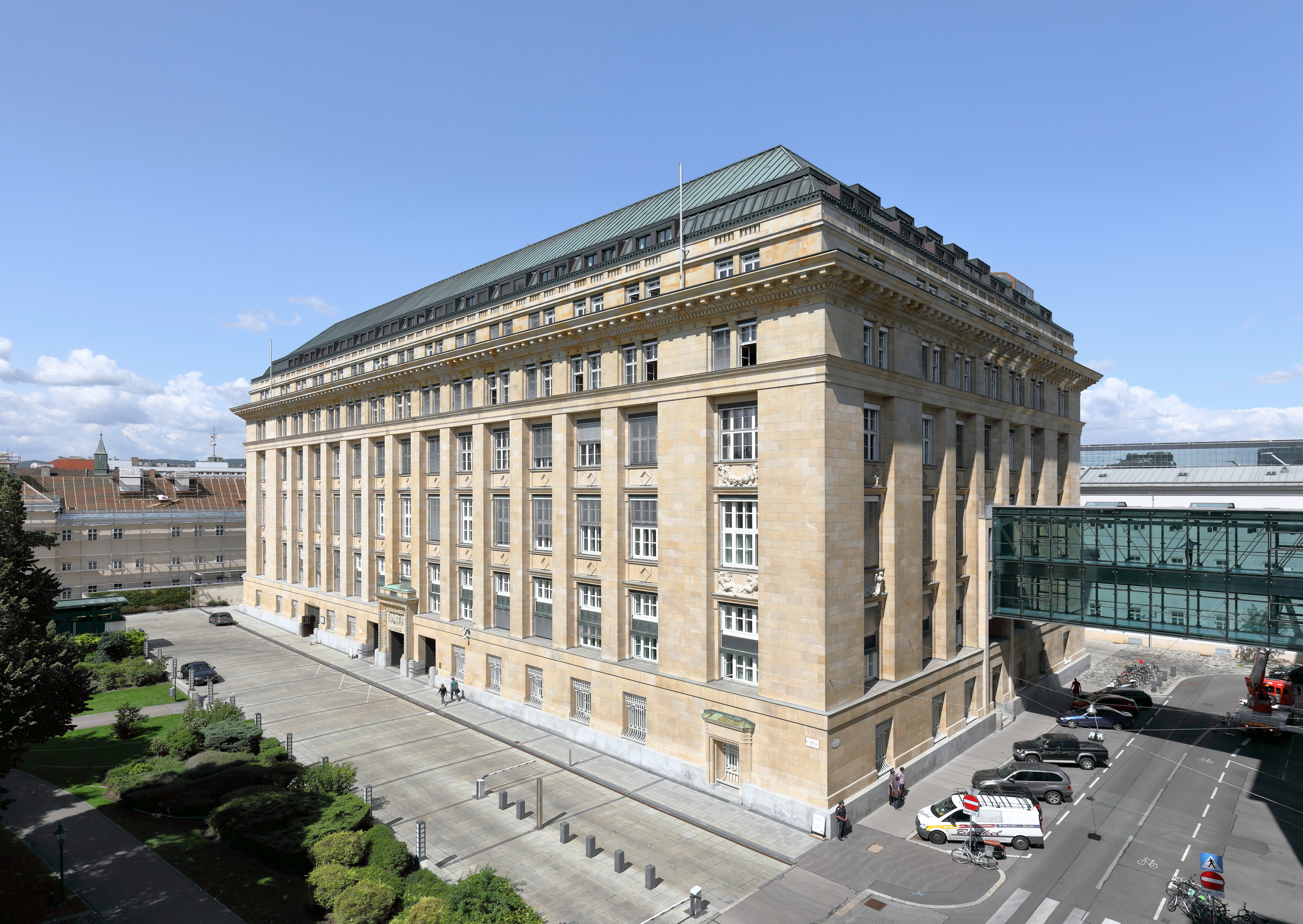
Huvudkontoret i Wien.

Oesterreichische Nationalbank (OeNB) är Österrikes centralbank. Den grundades den 1 juni 1816 och har sitt säte i Alsergrund i Wien. Sedan införandet av euron i Österrike den 1 januari 1999 utgör OeNB en del av Eurosystemet. Centralbankschef är Robert Holzmann.